# Шликевич Олександр Полікарпович
Олекса́ндр Поліка́рпович Шлике́вич (* 1849 — † 1909) — український статистик і земський діяч у Козелецькому повіті на Чернігівщині.

## Діяльність
Розробив і застосував для статистико-економічного аналізу новий вид статистичних таблиць, що дістали назву комбінаційних. В них групувалися такі ознаки сільських господарств: розмір землеволодіння, худоба, кількість робітників і оренда землі. Теоретичне обґрунтування комбінаційних таблиць дав у праці «Що дають і що можуть дати подвірні переписи» (1890).